# De Grijze Dame
De Grijze Dame (Engels: The Grey Lady) is een personage uit de verhalen rond Harry Potter, die zijn geschreven door Joanne Rowling. Ze is de afdelingsgeest van de afdeling Ravenklauw, een van de vier afdelingen van de toverschool Zweinstein, en was tijdens haar leven Helena Ravenklauw, de dochter van Rowena Ravenklauw.

## De Grijze Dame in de boeken
J.K. Rowling heeft verklaard dat de Grijze Dame zeer kort verscheen in Harry Potter en de Steen der Wijzen. Veel fans geloven dat er een bepaalde passage is die naar haar verwijst, Harry en Ron komen het spook van een lange heks tegen die de andere kant op ging, en voor zich uit staarde. De fans hebben geen andere onverklaarde vermelding van een spook gevonden in het boek, daarom wordt verondersteld dat dit de Grijze Dame is. Zij kan ook het "spook met de lange haren" zijn dat Harry en Rubeus Hagrid voorbij glijdt, wanneer zij het hebben over een gesprek tussen Perkamentus en Sneep in Harry Potter en de Halfbloed Prins.
In het laatste deel van de serie is de Grijze Dame degene die Harry vertelt wat de geschiedenis van de mysterieuze diadeem van Rowena Ravenklauw is. De diadeem blijkt de drager ervan wijsheid te geven, en om die reden heeft ze hem gestolen van haar moeder. Ze kon Harry vertellen wie er nog meer op de hoogte was van de geschiedenis van de diadeem (Heer Voldemort) waardoor Harry erachter kwam waar hij de diadeem kon vinden. De diadeem was door Heer Voldemort gebruikt als Gruzielement.

## De Grijze Dame in de films
Zij verschijnt uitgebreider in de geschrapte scènes van de film Harry Potter en de Geheime Kamer: wanneer Harry het geheim van het dagboek van Marten Asmodom Vilijn ontdekt, vraagt hij haar om privacy. Het is echter raar dat het spook van Ravenklauw in de toren van Griffoendor mag komen, maar de films spreken de boeken vaker tegen.

## Trivia
- Er is een aantal "Grijze Dames" in de Engelse spookverhalen, daarom wordt er gedacht dat zij een van de inspiraties voor dit personage geweest zouden kunnen zijn. Ook zou zij vernoemd kunnen zijn naar Lady Jane Grey, wier geest rond zou spoken in de Tower of London. Volgens een brief van J.K. Rowling aan Nina Young, de actrice die de Grijze Dame in de eerste film speelde, is het een "hoogst intellectuele jonge dame... Zij vond nooit haar ware liefde aangezien zij nooit een man vond die aan haar maatstaven voldeed.". Deze beschrijving komt dicht in de buurt bij het levensverhaal van deze ongelukkige jonge vrouw.